# هوبيرسينت
هوبيرسينت (بالفرنسية: Hubersent)‏ هي بلدية تقع في إقليم باد كاليه من منطقة نور با دو كاليه في شمال فرنسا. تبلغ مساحة هذه المدينة 7.97 (كم²)، وترتفع عن سطح البحر 103 م، يبلغ عدد سكانها 248 نسمة حسب إحصاء المعهد الوطني للإحصاء والدراسات الاقتصادية سنة 2009 م. وترأس Michel De Sainte Maresville البلدية خلال فترة (2001-2008).